# Ковтун Михайло Фотійович
Михайло Фотійович Ковтун (13 березня 1937, Германівка — 9 жовтня 2020, Київ) — український еволюційний морфолог, фахівець з морфології та ембріології кажанів, професор (1993), доктор біологічних наук (1981). Лауреат премії імені І. І. Шмальгаузена НАН України (1997), протягом тривалого часу — завідувач відділу еволюційної морфології та заступник директора Інституту зоології імені І. І. Шмальгаузена НАН України. Автор понад 160 наукових праць, зокрема близько 10 монографій і підручників.

## Життєпис

Могила Михайла Ковтуна, Байкове кладовище

Народився 13 березня 1937 року у селі Германівка на Київщині.
У 1964 році закінчив Київський медичний інститут ім. О. О. Богомольця (зараз Національний медичний університет імені О. О. Богомольця), працював лікарем. З 1966 року все подальше життя — на різних посадах в Інституті зоології у Києві.
1969 року захистив кандидатську дисертацію на тему «Особенности иннервации и морфо-функциональный анализ мышц плеча, действующих на локтевой сустав некоторых млекопитающих» (науковий керівник Г. Б. Агарков). У 1981 році захистив докторську дисертацію «Сравнительная морфология и эволюция органов локомоции рукокрылых».
Протягом 1982—2012 років — завідувач лабораторії і згодом відділу еволюційної морфології. У 1997—2007 роках був заступником директора з наукової роботи Інституту зоології.
Серед учнів Михайла Ковтуна — доктори та кандидати наук, зокрема, Ігор Дзеверін, Олександр Яригін, Ярослав Степанюк тощо.
Помер через два місяці після смерті дружини, Тамари Григорівни, 9 жовтня 2020 року. Похований на Байковому кладовищі.

## Найважливіші наукові праці

### Монографії
- Ковтун М. Ф. Аппарат локомоции рукокрылых. — Киев, Наукова думка, 1978, 230 с.
- Ковтун М. Ф. Строение и эволюция органов локомоции рукокрылых. — Киев, Наукова думка, 1984, 304 c.
- Ковтун М. Ф., Лихотоп Р. О. Эмбриональное развитие черепа и вопросы эволюции рукокрылых. — Киев, Наукова думка, 1994, 304 с.
- Ковтун М. Ф., Леденев С. Ю. Рост и развитие конечностей рукокрылых [Архівовано 6 Березня 2022 у Wayback Machine.]. — Вестник зоологии (отдельный выпуск), 1999, № 12, 82 с.
- Ковтун М. Ф., Шатковська О. В., Шатковський Ю. В. Формування черепа і скелета кінцівок птахів в ембріогенезі. — Київ, Наукова думка, 2008, 200 с.
- Ковтун М. Ф., Шевердюкова Г. В. Онтогенез і філогенез тварин: природа, еволюція, взаємозв’язок, мінливість, сутність. — Київ: Наукова думка, 2023, 205 с.

### Посібники і підручники
- Ковтун М. Ф., Микитюк О. М., Харченко Л. П. Порівняльна анатомія хребетних. Частина І. (посібник). — Харків, 2002, 174 с.
- Ковтун М. Ф., Микитюк О. М., Харченко Л. П. Порівняльна анатомія хребетних. Частина II. (посібник). — Харків, 2003, 218 с.
- Ковтун М. Ф., Микитюк О. М., Харченко Л. П. Порівняльна анатомія хребетних (підручник). — Харків, «ОВС», 2005, 687 с.

### Статті
- Ковтун М. Ф. Морфо-функциональный анализ мышц плеча летучих мышей в связи с их полетом [Архівовано 16 Жовтня 2020 у Wayback Machine.]. — Вестник зоологии, 1970, 1, с. 18—23.
- Ковтун М. Ф. Сравнительная морфология мышц плечевого пояса подковоносов (Chiroptera, Rhinolophidae) [Архівовано 18 Жовтня 2020 у Wayback Machine.]. — Вестник зоологии, 1976, 5, с. 19—24.
- Ковтун М. Ф. Сравнительная морфология мышц свободного отдела грудной конечности подковоносов (Chiroptera, Rhinolophidae) [Архівовано 6 Березня 2022 у Wayback Machine.]. — Вестник зоологии, 1977, 3, с. 24—31.
- Ковтун М. Ф. Сравнительная морфология мышц голени и стопы подковоносов (Chiroptera, Rhinolophidae) [Архівовано 11 Березня 2022 у Wayback Machine.]. — Вестник зоологии, 1978, 3, с. 21—27.
- Ковтун М. Ф. О природе жилкования летательной перепонки рукокрылых. — Зоологический журнал, 1979, 58 (2), с. 207—217.
- Kovtun M. F. On the origin and evolution of bats. — European Bat Research, 1987, pp. 5—12.
- Ковтун М. Ф. Проблемы эволюции рукокрылых. 1. Происхождение рукокрылых [Архівовано 14 Жовтня 2020 у Wayback Machine.]. — Вестник зоологии, 1990, 3, с. 3—12.
- Ковтун М. Ф. Проблемы эволюции рукокрылых. 2. Эволюция полета рукокрылых [Архівовано 6 Березня 2022 у Wayback Machine.]. — Вестник зоологии, 1990, 6, с. 3—9.
- Ковтун М. Ф., Лихотоп Р. О. Сравнительный анализ вторичного костного неба некоторых млекопитающих. — Зоологический журнал, 1991, 70 (10), с. 104—113.
- Ковтун М. Ф., Леденев С. Ю., Сыч В .Ф. Закладка, развитие и рост пястных костей рукокрылых (Chiroptera) [Архівовано 7 Березня 2022 у Wayback Machine.]. — Вестник зоологии, 1993, 2, с. 3—10.
- Kovtun M. F., Zhukova N.F. Feeding and digestion intensity in chiropterans of different trophic groups. — Folia Zoologica, 1994, 43 (4), pp. 377—386.
- Ковтун М. Ф., Житников А. Я. Пролиферация и метаболизм хондроцитов хрящевых закладок растущей грудной конечности рыжей вечерницы [Архівовано 10 Березня 2022 у Wayback Machine.]. — Вестник зоологии, 1995, 2-3, с. 78—85.
- Ковтун М. Ф. Идея специфичности в биологии (к вопросу методологии биологических исследований) [Архівовано 29 Жовтня 2019 у Wayback Machine.]. — Вестник зоологии, 1998, 32 (1-2), с. 3—11.
- Ковтун М. Ф., Шатковская О. В., Шатковский Ю. В. Становление птенцового типа развития птиц [Архівовано 7 Березня 2022 у Wayback Machine.]. — Вестник зоологии, 2003, 37 (2), с. 51—59.
- Ковтун М. Ф., Харченко Л. П. Лимфоидные образования пищеварительной трубки птиц: характеристика и биологическое значение [Архівовано 30 Грудня 2008 у Wayback Machine.]. — Вестник зоологии, 2005, 39 (6), с. 51—60.
- Ковтун М. Ф. Факторы эволюции с позиции системного подхода (биосфера как арена эволюционных процессов) [Архівовано 4 Листопада 2019 у Wayback Machine.]. — Вестник зоологии, 2006, 40 (6), с. 483—495.
- Ковтун М. Ф., Ярыгин А. Н. Формирование глазнично-височной области хрящевого черепа в эмбриогенезе прыткой ящерицы, Lacerta agilis (Reptilia, Squamata) [Архівовано 5 Листопада 2019 у Wayback Machine.]. — Вестник зоологии, 2010, 44 (4), с. 327—336
- Ковтун М. Ф., Шатковская О. В. Возникновение модели птенцового развития у птиц: к проблеме эволюции онтогенеза [Архівовано 9 Січня 2020 у Wayback Machine.]. — Вестник зоологии, 2011, 45 (2), с. 161—171.
- Kovtun M. F. Ontogenesis: a phenomenon and a process (on the problem of the evolution of ontogenesis. — Vestnik Zoologii, 2013, 47 (3), pp. 195—204.
- Kovtun M. F., Stepanyuk Ya. V. The development of olfactory organ of Lissotriton vulgaris (Amphibia, Caudata). — Vestnik Zoologii, 2015, 49 (6), pp. 559—566.
- Kovtun M. F., Sheverdyukova H. V. Ontogeny And Phylogeny. To the Problem of the Relation of Individual and Historical Development in Organisms. — Vestnik Zoologii, 2015, vol. 49 (4), p. 291—298.
- Kovtun M. F., Sheverdyukova H. V. Early stages of skull embryogenesis in the Grass snake, Natrix natrix (Serpentes, Colubridae). — Russian Journal of Developmental Biology, 2015, 46 (4), p. 222—230.
- Ковтун М. Ф. О происхождении полета у рукокрылых (Chiroptera): предшествовало ли планирование активному полету? — Зоологический журнал, 2017, 96 (5), с. 537—546.
- Sheverdyukova H. V., Kovtun M. F. Variation in the formation of crista sellaris and basisphenoid in the skull of the grass snake Natrix natrix embryos (Serpentes, Colubridae). — Journal of Morphology, 2020, 281 (3), pp. 338—347.